# Ogygiocarella
Ogygiocarella is een geslacht van uitgestorven trilobieten, dat voorkwam tijdens het Midden-Ordovicium. De geslachtsnaam Ogygiocarella verwijst naar Ogygia, de zevende dochter van Amphion en Niobe, waarbij deze naam wordt gecombineerd met '-care-', uit het Griekse 'akares' (kort), en ten slotte '-ella', de verkleinwoordvorm.

## Beschrijving
Ogygiocarella heeft een zeer plat gecalcificeerd dorsaal exoskelet, met een ovale omtrek (ongeveer anderhalf keer langer dan breed). Het hoofdscherm (of cephalon) is 2,5 keer breder dan lang en even groot als het staartscherm (of pygidium), een staat die isopygeus wordt genoemd. Beide zijn halfrond. De achterhoeken van het cephalon eindigen in zogenaamde genale stekels die ongeveer achteraan plakken aan het 6e thoraxsegment. Het centrale verhoogde gedeelte van het cephalon (of glabella) heeft vier paar groeven en zet uit voor de ogen. De ogen zijn klein, dicht bij de glabella en in de achterste helft van het cephalon. De dorsale gezichtsnaden, die tijdens het vervellen splitsen, buigen vanaf de voorkant van het oog en passeren voor de glabella. De naad volgt de bovenkant van het visuele oppervlak, zoals bij alle trilobieten, en snijdt vanaf daar ongeveer vijfenveertig graden naar achteren en naar buiten om de achterste rand van het cephalon ongeveer halverwege tussen de glabella en de laterale rand te bereiken. Zoals gebruikelijk voor leden van de familie Asaphidae, heeft het acht scharnierende segmenten in het middelste deel van het lichaam (of thorax). De axis is ongeveer half zo breed als de ribben (of pleurae) aan elk van de zijkanten. In de thorax loopt de axis iets naar achteren toe af. In het pygidium loopt de axis sterker taps toe en eindigt op een korte afstand van de marge in een rond eindstuk. Het heeft tien tot veertien ribben aan elke zijde van de axis, die vervagen in de rand die even breed is als de axis.

## Geschiedenis
Ogygiocarella is misschien wel de eerste trilobiet die wetenschappelijk werd beschreven. Dominee Edward Lhwyd publiceerde in 1698 in The Philosophical Transactions of the Royal Society, het oudste wetenschappelijke tijdschrift in de Engelse taal, onderdeel van zijn brief Concerning Several Regularly Figured Stones Lately Found by Him, die vergezeld ging van een pagina van etsen van fossielen. Een van zijn etsen beeldt een trilobiet af die hij in de buurt van Llandeilo vond, waarschijnlijk op het terrein van het kasteel van Lord Dynefor. Hij beschreef het als '... het skelet van enkele platte vissen ...'.

## Verspreiding
- O. debuchii kwam voor in het Midden-Ordovicium van Wales (Boven-Llanvirn, Lampeter Velfrey, Abereiddi Bay).
- Onbepaalde Ogygiocarella-exemplaren zijn gevonden in het Midden-Ordovicium van Wales (Onder- tot Boven-Llandeilo, Llandeilo-zandsteen- facies, Llandeilo; Pencerrig Lake, nabij Builth Wells, Powys).